# 마녀를 잡아라

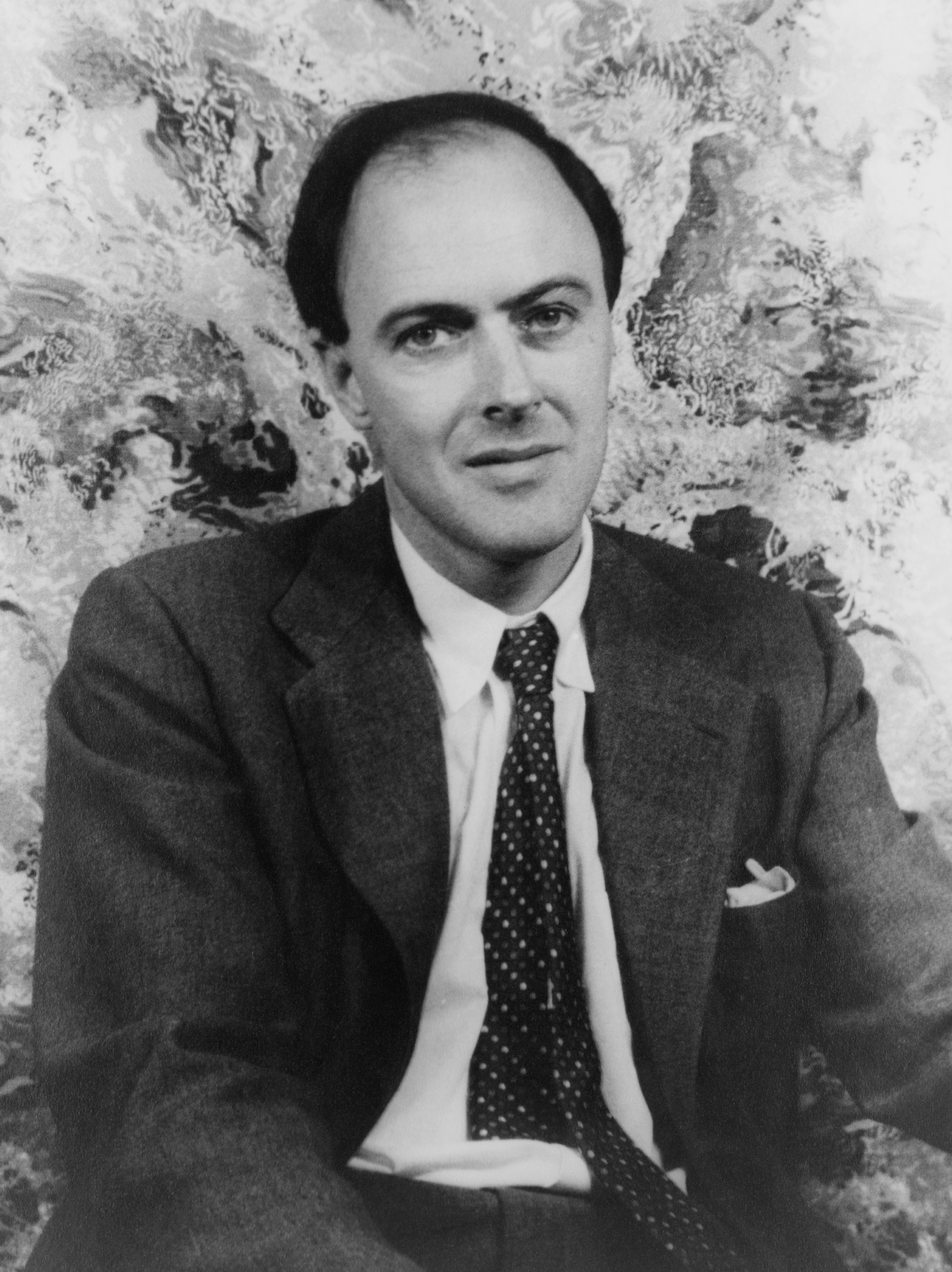

마녀를 잡아라는 1983년 영국의 소설가 로알드 달이 쓴 작품으로, 원제는 The Witches이다. 이 작품은 작가의 엄청난 상상력으로 아이들 내면에 존재하는 판타지 세계를 이끌어낸다.  1990년 영화로도 개봉하였고 2008년에는 BBC에서 라디오 각색도 하였다.
이글의 주인공은 이름이 없다

## 개요
마녀를 조심하라는 메시지를 담은 동화책. 이 책의 주인공은 하루 아침에 부모를 잃은 다음, 할머니와 살게 된다. 할머니는 얼토당토한 이야기 같지만 마녀에게 손자가 잡히지 않기를 바라는 마음에, 마녀에 관한 여러 가지 이야기를 해준다. 그러던 어느 날, 소년은 할머니와 함께 떠난 여행지에서 마녀들의 정기총회를 엿보게 되고, 마녀들에게 들켜 생쥐로 변하게 되는데….
대단한 상상력을 자랑하는 작가, 로알드 달의 동화책. 다양한 마녀 이야기로 아이들을 판타지 세계로 유유히 유인한다. 그런 다음, 마녀를 소탕하는 멋진 계획으로 이야기를 마무리한다. 이 동화는 아이들의 잠재 의식에 존재하는 판타지 세계를 유쾌하게 그려냈다.

## 목차
1. 마녀에 대하여-a note about witch
2. 할머니의 증언-my grandmother
3. 마녀 구별법 여섯 가지-how to recognize a witch
4. 마녀와의 첫 만남-the grand high witch
5. 바닷가로 떠난 여름-summer holidays
6. 마녀들의 정기총회였어!-the meeting
7. 지글지글 타서 연기처럼 사라지다-frizzled like a fritter
8. 제조공법 86호 : 시간 지연 효과를 노린 생쥐 만들기-formula 86 delayed action mousemaker
9. 마법의 약 제조방법-the recipe
10. 사라진 브루노 젠킨즈-bruno jenkins disappears
11. 개똥 냄새다!-the ancient ones
12. 꼬마 염탐꾼의 최대 위기와 변신-metamorphosis
13. 생쥐가 되었잖아!-bruno
14. 안녕하세요, 할머니?-hello, grandmamma
15. 약병을 찾아라!-the mouse  buglar
16. 자, 당신의 아들입니다-mr and mrs jenkins meet bruno
17. 위대한 마녀 소탕 계획-the plan
18. 주방에서의 활약과 영광의 상처-in the kitchen
19. 안녕하세요, 아빠?-mr jenkins and his son
20. 임무 완료- the triumph
21. 생쥐의 심장에 관한 놀라운 사실-the heart of a mouse
22. 자, 출발!-it's off to work we go!

## 파생 작품

### 영화[2]
장르 :  가족, 모험

등급 : 전체관람가

국가 : 영국

개봉 : 1990년

감독 : 니콜라스 로에그

출연
- 마녀 역: 안젤리카 휴스턴
- 루크 역: 제이센 피셔
- 미스터 스트링거 역: 매 제터링
- 브루노 역: 빌 패터슨
- 할머니 역: 브렌다 블레신

 책과 영화의 차이점 

이 책에서 가장 주목 할 만 한 차이점은 소년이 책에는 나타나지 않지만 영화에만 나오는 그랜드 하이 위치인 미스 에바 에른스트의 조수를 통해 책이 끝나면서 인간의 모습으로 복원되었다는 것이다. 이 부분은 로알드 달이 싫어하는 결말이라고 한다.

### 라디오
2008년 BBC가 소설을 두 부분으로 각색해서 방송했다. 감독은 루시 캐서린과 클레어 로브이다.

목소리 출연
캐스팅은 Margaret Tyzack가 할머니, Toby Jones이 내레이터, Ryan Watson이 소년으로, Jordan Clarke이 브루노로 요르단 클라크와 아만다 로렌스 그랜드 하이 위치인 미스 에바 에른스트의 조수를 맡았다.